# Broadway Calls
Broadway Calls ist eine US-amerikanische Pop-Punk/Punk-Rock-Gruppe aus Rainier, Oregon. Die Band hat bisher vier Alben veröffentlicht und diverse Tourneen in den Vereinigten Staaten sowie Kanada, aber auch einige Shows in Europa und Deutschland hinter sich. Broadway Calls waren unter anderem bereits als Supportband für Bad Religion, The Offspring, Alkaline Trio, The Gaslight Anthem, Rancid und The Bouncing Souls tätig.
Die Band steht aktuell bei SideOneDummy Records unter Vertrag.

## Bandgründung und "Call the Medic" (2005–2006)
Gegründet wurde Broadway Calls im Winter 2005/2006 von Ty Vaughn (Gesang, Gitarre), Matt Koenig (Gesang, Bass) Robert Baird (Gitarre) und Josh Baird (Schlagzeug), nachdem Ty, Robert und Josh bereits lange in diversen anderen Bands wie Mortimer's Lunchbox, Looking For Link und Countdown To Life zusammen Musik gemacht hatten.
Nach nur einer gespielten Show in ihrer Heimatstadt Rainier gingen Broadway Calls mit dem befreundeten Label Daggermouth auf Tour. Diese Tour wurde ein voller Erfolg, was der noch jungen Band in der Hardcore-Punk-Szene einen gewissen Bekanntheitsgrad verschaffte.
2005 wurde die Debüt-EP "Call the Medic" auf dem Label State of Mind veröffentlicht.

## "Broadway Calls" (2007–2008)
In den USA weiterhin durch State of Mind vertreten, unterschrieben Broadway Calls 2007 einen Vertrag bei dem Label Smallman Records, welches sie von nun an in Kanada vertreten und das dortige Veröffentlichen ihres ersten Albums übernehmen sollte. Das erste Album "Broadway Calls" wurde am 10. Juli 2007 veröffentlicht. Es folgte eine weitere Tour durch die USA.
Ein Jahr nach der Veröffentlichung von Broadway Calls wechselte die Band zu Adeline Records, ein Plattenlabel, das unter anderem Billie Joe Armstrong von Green Day gehört. Das erste Album der Band wurde am 18. März 2008 erneut veröffentlicht. Kurz vor Veröffentlichung drehte die Band in Redding das Musikvideo zu ihrer ersten Single Call It Off. Im Verlauf des Monats spielten sie außerdem einige Shows, unter anderem mit Bad Religion.
Zu Beginn des Jahres 2008 stand erneut eine USA-Tour zusammen mit Ruiner an. Während der Tour wurde der zweite Gitarrist Robert Baird aus der Band geworfen. Es wurde kein weiterer Grund dafür angegeben, aus einem Blogeintrag von Ty geht jedoch hervor, dass Robert einfach nicht in die Band passte.
Im Mai 2008 spielten Broadway Calls schließlich ihre ersten Shows in Europa, auf dem Give It A Name Festival 2008 in London. Diesem Festival folgte eine UK-Tour zusammen mit All Time Low und Cobra Starship.
Zurück in den USA spielten sie im Juni 2008 drei Shows an der Westküste zusammen mit Alkaline Trio, anschließend waren sie auf der Vans Warped Tour 2008 vertreten. Im Verlauf der Warped Tour veröffentlichten sie am 15. Juli 2008 eine Split-EP zusammen mit Teenage Bottlerocket auf Adeline Records.
Nach beendeter Warped-Tour legte die Band eine Live-Pause ein, in der sie das Musikvideo zu ihrer zweiten Single "Back To Oregon" drehten. Im September 2008 kehrten sie wieder auf die Bühne zurück und spielten einige Shows mit The Flatliners, bevor sie im Oktober 2008 erneut durch die USA tourten. Während der Tour spielten sie mit Polar Bear Club, Crime In Stereo, The Swellers und Smartbomb. Die Tour fand in Los Angeles ihren Abschluss, wo Broadway Calls als Support für Alkaline Trio und The Gaslight Anthem auftrat.

## „Good Views, Bad News“ (2009 – jetzt)
Nach ihrer Tour 2008 widmeten sich Broadway Calls ihrem zweiten Album. Außerdem wurde eine Europa-Tour zusammen mit Alkaline Trio, beginnend am 22. Januar 2009, geplant, welche Shows in Belgien, Deutschland, Holland, Österreich, Italien, der Schweiz, Frankreich und England vorsah. Kurz vor Beginn der Tour erklärte die Band via MySpace, dass sie ab sofort mit SideOneDummy Records zusammenarbeiten würden.
Am 21. Juli 2009 wurde die erste Single Be All That You Can’t Be des neuen Albums veröffentlicht. Good Views, Bad News, das zweite Album der Band, erschien am 18. August 2009 und erreichte Platz 24 der Billboard-Heatseeker-Charts.
Am 6. August 2009 wurde das dazugehörige Musikvideo auf der Website AbsolutePunk.net veröffentlicht.
Die Band trat außerdem am 29. und 30. August 2009 auf den Reading and Leeds Festivals in England auf. Diese beiden Festival-Termine standen zwischen jeweils zwei Shows zusammen mit The Offspring am 25. August in Manchester, am 26. August in London, am 1. September in München sowie am 2. September in Mailand.
Am 9. August 2010 wurde bekannt, dass Bassist Matt Koenig die Band verlassen hat. Ersetzt wurde er durch Adam Willis.

## Diskografie

### Alben
- Broadway Calls (2007), (Smallman/State of Mind Records)
- Broadway Calls (Re-Issue) (2008), (Adeline Records)
- Good Views, Bad News(2009), (Side One Dummy Records)
- Comfort/Distraction (2013), (No Sleep Records)

### EPs
- Call The Medic (2005), (State Of Mind Records)

### Split-EPs
- The Riot Before/Broadway Calls Split (2007)
- Broadway Calls/Teenage Bottlerocket Split (2008), (Adeline Records)

### Singles
| Jahr | Titel                    | Chartplatzierungen | Chartplatzierungen | Chartplatzierungen    | Album                |
| Jahr | Titel                    | US Mod Rock        | US Main Rock       | Britische Musikcharts | Album                |
| ---- | ------------------------ | ------------------ | ------------------ | --------------------- | -------------------- |
| 2008 | Call It Off              | –                  | –                  | –                     | Broadway Calls       |
| 2008 | Back To Oregon           | –                  | –                  | –                     | Broadway Calls       |
| 2009 | Be All That You Can’t Be | –                  | –                  | –                     | Good Views, Bad News |
| 2010 | Midnight Hour            | –                  | –                  | –                     | Good Views, Bad News |

### Musikvideos
| Jahr | Titel                    | Director     |
| ---- | ------------------------ | ------------ |
| 2008 | Call It Off              | Jeff Altrock |
| 2008 | Back To Oregon           | Josh Landan  |
| 2009 | Be All That You Can’t Be |              |
| 2010 | Basement Royalty         |              |